# Cannone da 20/77 Scotti

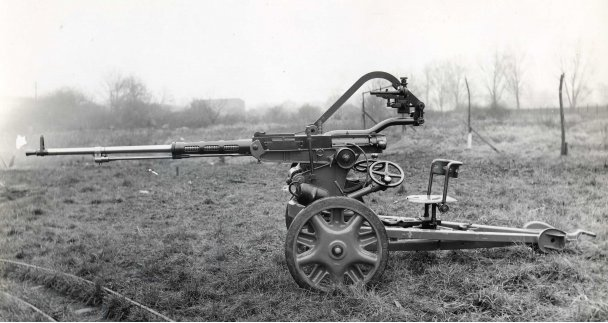
Cannone-Mitragliera da 20/77

De Cannone-Mitragliera da 20/77 (Scotti) was een Italiaans anti-luchtdoelgeschut dat werd gebruikt tijdens de Tweede Wereldoorlog.